# Out of the Furnace
Out of the Furnace es una película estadounidense de 2013, dirigida por Scott Cooper y con un guion a cargo de Cooper y Brad Ingelsby. Producida por Ridley Scott y Leonardo DiCaprio para Relativity Media, la película está protagonizada por Christian Bale, Casey Affleck, Woody Harrelson, Zoe Saldaña, Forest Whitaker, Willem Dafoe y Sam Shepard. La cinta tuvo un estreno limitado en los cines de Los Ángeles y Nueva York el 4 de diciembre de 2013, seguida por un estreno nacional el 6 de diciembre de ese año.

## Trama
Russell Baze (Christian Bale) tiene un hermano menor Rodney (Casey Affleck). Ambos viven en Rust Belt, una zona desindustrializada que registra el índice de paro más alto de los Estados Unidos. Russell trabaja en una fábrica mientras que su hermano Rodney no quiere seguir el trabajo familiar y se dedica a peleas callejeras, las cuales consigue por medio de John Petty (Willem Dafoe), el cual está harto de conseguirle peleas a Rodney porque cada vez termina ganando; entonces, un día, llega a Harlan DeGroat (Woody Harrelson) para darles a sus vidas una vuelta de 180 grados.

## Reparto
- Christian Bale como Russell Baze.

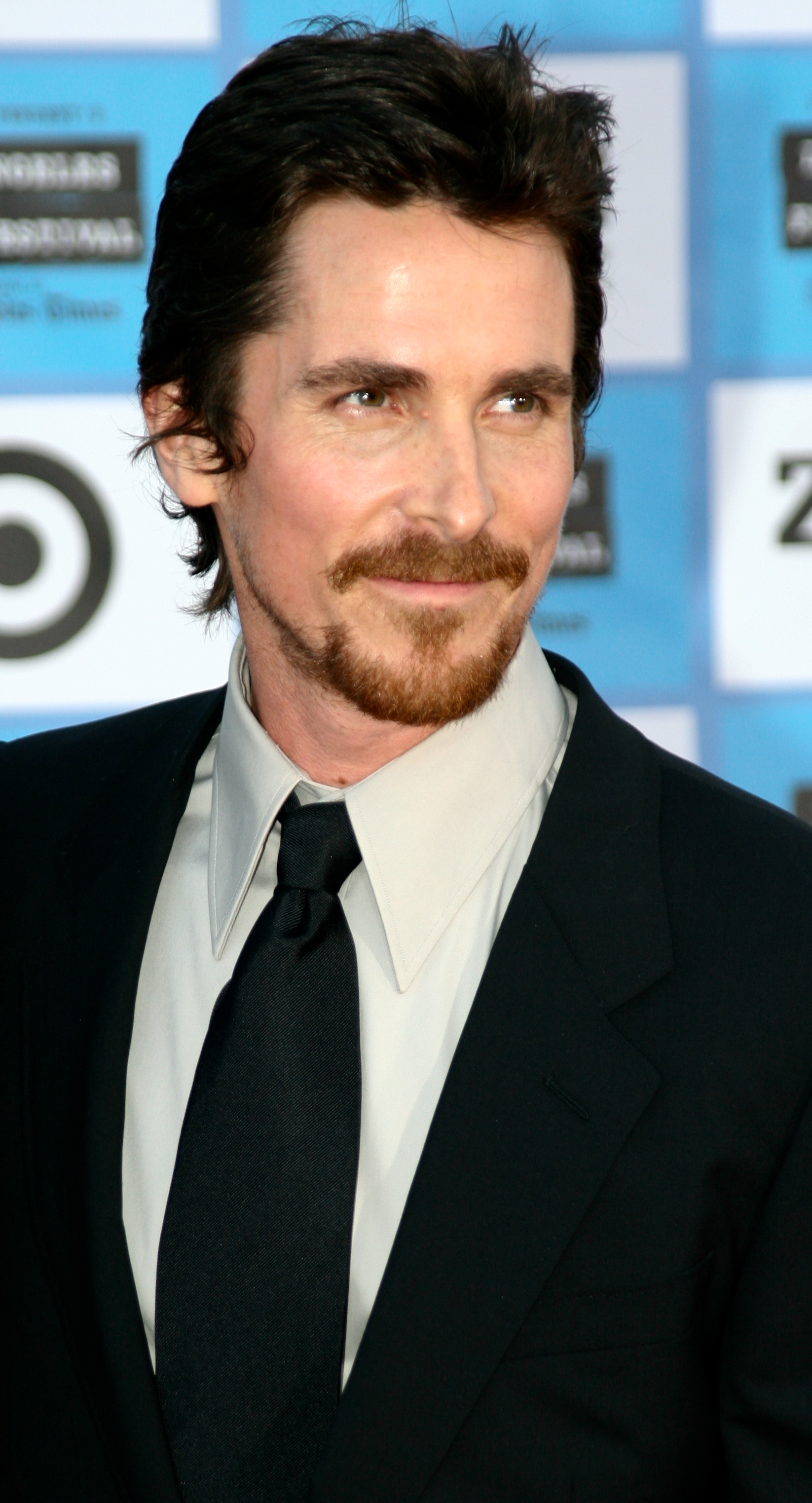
Christian Bale interpreta a Russell Baze en la película

- Woody Harrelson como Harlan DeGroat.
- Casey Affleck como Rodney Baze Jr.
- Forest Whitaker como Wesley Barnes.
- Willem Dafoe como John Petty.
- Tom Bower como Dan Dugan.
- Zoë Saldana como Lena Taylor.
- Sam Shepard como Gerald "Red" Baze.

## Producción
El Director, Scott Cooper, dijo del final: "Este es un hombre que está luchando en contra de su alma y vivir con las consecuencias de la violencia. Cuando fue a matar a Harlan DeGroat, pensó que podría haber ido a la cárcel o ser matado por la policía. Él nunca pensó que iba a bajar y que el sheriff acabaría diciéndole: 'Quiero dejar esto bien.' Y él lo hace". Además agregó: "Este es un hombre que no le importa si llega a estar o no en la cárcel por el resto de su vida. Esperemos que encontrará la paz y la alegría en algún momento. Soy una persona muy optimista, espero que, finalmente, Russell Baze logre ver eso".

### Desarrollo
La película fue producida por Relativity Media, con Jeff Waxman, Tucker Tooley y Brooklyn Weaver como productores ejecutivos. El director Scott Cooper leyó un artículo sobre Braddock, Pensilvania, una ciudad industrial en declive fuera de Pittsburgh, y los esfuerzos para revitalizarla, encabezados por el alcalde John Fetterman. Después de visitarla, Cooper se inspiró para utilizar la ciudad como escenario para la película. Cooper desarrolló la historia de The Low Dweller, un guion escrito por Brad Ingelsby que tenía el actor Leonardo DiCaprio y el director Ridley Scott adjunto. El estudio ofreció el guion a Cooper, que lo reescribió, basándose en su experiencia de crecer en los Apalaches y la pérdida de un hermano a una edad temprana. DiCaprio y Scott finalmente se quedaron como productores de la película. La historia no tiene ninguna relación con la novela histórica de 1941 Out of the Furnace, de Thomas Bell, ubicada en Braddock. The Hollywood Reporter informó que el presupuesto de la película erj de $22 millones de dólares.

### Filmación
El rodaje principal de la cinta empezó en el área metropolitana de Pittsburgh el 13 de abril de 2012, y finalizó el 1 de junio del mismo año.
La mayor parte del rodaje tuvo lugar en la ciudad de Braddock, con escenas extras en las cercanías, en North Braddock, Imperial y Rankin. El cinematógrafo Masanobu Takayanagi filmó la película en formato anamórfico, con cintas Kodak de 35 mm. Las escenas de la prisión fueron filmadas en el Northern Panhandle de Virginia Occidental, en la antigua Penitenciaría del Estado en Moundsville. El rodaje también tuvo lugar en el condado rural de Beaver, incluyendo la escena de caza de ciervos en el Raccoon Creek State Park, y una escena de molino en Koppel. El Carrie Furnace, un horno abandonado cerca de Braddock, sirvió de sede para el final de la película. Christian Bale usó durante el rodaje un tatuaje de código postal de Braddock, 15 104, en su cuello como un homenaje al alcalde de la ciudad John Fetterman, que tiene el mismo diseño en su brazo.

## Banda sonora
La música de Out of the Furnace fue compuesta por Dickon Hunchliffe. Originalmente se dijo que Alberto Iglesias iba a ser el encargado de la música de la película. Sin embargo, Hinchliffe se hizo cargo de grabarla.  El vocalista de Pearl Jam, Eddie Vedder, también hizo una canción para la película. Un álbum de la banda sonora de Hinchliffe fue lanzado digitalmente el 3 de diciembre de 2013 por Relativity Music Group.